# 永春老醋
永春老醋，又稱烏醋和福建红曲醋，是中華人民共和國福建省永春縣出產的醋。該醋與山西老陳醋、保宁醋以及镇江香醋並稱「全国四大名醋」。永春老醋是「全国四大名醋」中唯一液态发酵酿造的醋，其他三種醋都是固态发酵。永春老醋年产量为2万吨，约70%销往闽南地区，30%销往福建省内其他地区。有国家标准GB/T 26531。

## 歷史
北宋初年，永春民间就开始用糯米、红曲、芝麻、白糖等为原料酿造醋。1954年，旅居印尼的尤扬祖回到永春老家定居。他发现永春的农家仍然是各家自酿老醋，此類小作坊式手工生产產量太少。1955年，尤扬祖和邱清秀等人投资创办永春县侨新酒厂，1956年公私合营並改名永春酒厂，1959年改制為地方国营永春酿造厂，後來又改制為永春县永春老醋有限责任公司。1960年代永春县的「水仙牌」老醋開始出口，內銷產品則是「桃溪牌」老醋。1979年，「水仙牌」老醋被评为福建省优质产品。1983年，在江苏镇江召开的全国食醋研讨会上，永春老醋被评为全国四大名醋之一。2008年，永春老醋酿造技艺被收录列入泉州非物质文化遗产保护名录。2009年，永春老醋获批“国家地理标志产品保护”。2011年11月1日，《地理标志产品永春老醋》国家标准实施。截至2020年，永春醋企有7家，年产值有10亿元。2021年底，永春老醋协会成立。